# 光華号
| 光華号 （中国語：光華號） | 光華号 （中国語：光華號）                            |
| ------------------------- | ---------------------------------------------------- |
| 運行地域                  | 台湾                                                 |
| 列車種別                  | 特急                                                 |
| 運行時期                  | 1966年10月31日 - 1979年7月14日                       |
| 運行路線                  | 西部幹線（縦貫線、屏東線）                           |
| 主要停車駅                | 基隆、台北、新竹、台中、彰化、嘉義、台南、高雄、屏東 |
| 軌間                      | 1067mm                                               |
| 営業主体                  | 台湾鉄路管理局                                       |

光華号（こうかごう）は、中華民国（台湾）台湾鉄路管理局が西部幹線で運行していた優等列車。自強号登場前の最速列車であった。なお、廃止されたが、台東線で活躍中のDR2700型が光華号名義で運行する場合がある。しかし、LED表示機器に「光華号」という車種表示は無いので「観光号」で代用する。
東部幹線（台東線）の同名の列車は台東線光華号を参照。

## 概要
1966年10月31日、世界銀行の借款により新規購入したDR2700型気動車で台北－高雄間の半直達特快車として光華号を運行開始した。海線経由の列車は途中停車駅が台南駅のみで4時間45分で走った（高雄7時20分発車，台南7時57分発車，台北12時05分到着）。これは電化前の台湾で地上最速の乗り物であった。初期のある列車では台鉄弁当が提供されていた（1970年の『経済日報』による。2002列車は食事付きであり、18元の値段が乗車券の金額に含まれていた。）最初の乗車券の価格は台北から台中が71元、台北から台南が138元5角、台北から高雄が158元、台南から高雄が20元であった。

### 命名
台鉄はDR2700型投入に際して愛称を一般公募した。1966年3月1日から15日までに集まった総応募数1,915票には鉄道のない金門県や澎湖県からの応募も少なくなかった(p28)。
872もの命名案から一次選考で30案が選出され、二次選考で10案に絞り込まれた。最終的に第6代台鉄局長だった林則彬が「光華号」を選定し、8月10日にテレビ放送で発表された(p28)。
また、応募参加者には抽選で景品が贈呈された。1等賞は賞金1,000ニュー台湾ドル（NT$）、2等賞は賞金600NT$、3等賞は300NT$で他にも台北高雄間の往復乗車券が進呈されている(p28)。

## 歴史
- 1966年10月31日：台北 - 高雄間で運行を開始した[1](p66)。
- 1968年11月1日：台東線で光華号を運行開始した[2](p115)。
- 1970年8月1日：光華号の運転区間を屏東 - 基隆間に延長した[1](p66)。
- 1979年7月14日：西部幹線光華号の最終列車が運行された[1](p66)。
- 1982年2月1日：台東線の光華号が台東線の改軌工事完了により廃止された。

### 重大事故
- 1966年11月4日：光華号は最初の事故を起こした。場所は台北市宝慶路交差で1名の通行人が死亡した。
- 1973年11月6日：2003次がトラックと衝突して乗客1名死亡、四十余名が負傷した[3][4]。この事故を機にその場所は立体交差化された。それが今の嘉義市博愛陸橋である。
- 1976年7月21日：2001次がトラックと衝突して乗客1名が死亡した[5][6]。
- 1978年5月13日：2002次がトラックと衝突して乗客31名が負傷した[7]。
- 1979年1月22日：3086次がトラックと衝突して運転士と車掌が殉職した[8]。

## 縦貫線光華号時刻表
時刻表中の（着）を除き出発時刻
下行
- 1966年10月31日改訂
車種の山光華は山線経由、海光華は海線経由

| 車種   | 車次 | 台北  | 新竹  | 台中  | 彰化  | 嘉義  | 台南  | 高雄（着） |
| 山光華 | 3005 |       |       | 7:55  | 8:11  | 9:31  | 10:29 | 11:05      |
| 山光華 | 3001 | 11:00 | 12:04 | 13:43 | 14:00 | 15:04 | 15:55 | 16:30      |
| 海光華 | 3501 | 15:55 | ----  | ----  | ----  | ----  | 20:05 | 20:40      |
| 山光華 | 3503 | 19:40 | ----  | 22:04 |       |       |       |            |
3500系列車次は1967年改編で2000系列車次となった。
| 年度 | 車次 | 経由 | 基隆  | 台北  | \|彰化  | 嘉義  | 台南  | 高雄  | 屏東（着） |
| 1978 | 2001 | 海線 | 15:50 | 16:30 | \|19:05 | 20:07 | 20:58 | 21:47 | 22:13      |
上行
| 年度 | 車次 | 経由 | 屏東  | 高雄  | 台南  | 嘉義  | \|新竹  | 台北  | 基隆（着） |
| 1978 | 2002 | 海線 | 06:44 | 07:15 | 08:00 | 08:46 | \|11:23 | 12:30 | 12:57      |

## 使用車種
- DR2700型気動車（縦貫線、屏東線）
- LDR2300 / LDR2400（台東線光華号）